# Profundal
Profundal (łac. profundus – 'głęboki') – dolna strefa głębokich jezior położona poniżej poziomu do którego dociera dość światła słonecznego aby podtrzymać fotosyntezę. 
Obejmuje dno i kontaktującą z nim warstwę wody. W profundalu okresowo brakuje tlenu. Żyją tutaj konsumenci i reducenci uzależnieni od dostaw pokarmu z wyższych warstw.